# マンチェス
株式会社マンチェスは、岐阜市香蘭3-8に本部を置く、大きいサイズのアパレル総合メーカーである。

## 営業時間
- 営業時間は10:00 - 18:00で、定休日は日曜日、祝日。
- 年始やお盆などは数日間休業する。